# Dansk Film-Avis nr. 660
Dansk Film-Avis nr. 660 er en dansk Ugerevy med dokumentariske optagelser fra 1944. Filmene blev produceret af UFA film A/S, der var ejet af det tyske UFA, der var ejet af den tyske stat.
Den dansk producerede Dansk Film-Avis var en nazistisk ugerevy og udkom i årene 1941-1945. Den bestod typisk af tre dele: dansk stof, optaget af danske kameramænd, tysk stof fra Tyskland og reportager fra fronten, produceret af Deutsche Wochenschau.

## Handling
1) På Teknologisk Institut (Fagskolen for Haandværkere og mindre Industridrivende) i København har et nyt hold kokkeelever været til eksamen.

2) I Belgien afholdes der mesterskab i terrænløb. Distancen er 10 km, og der er 80 deltagere.

3) Genopbygningsarbejdet i Spanien i de egne, der blev ødelagt under borgerkrigen, er i fuld gang. Indvielse af et restaureret karmeliterkloster. En ny stor bro tages i brug.

4) Undervisning i en gymnastiksskole for børn (ingen stedsangivelse).

5) Finlands tidligere præsident Pehr Evind Svinhufvud (1861-1944) er død. Feltmarskal Mannerheim m.fl. kommer for at tage afsked.

6) I Italien tages den republikanske hær i ed.

7) Et tysk observationsfly på mission fra en flyveplads i Italien. Overflyvningsbilleder studeres.

8) Det svære kaliber køres i stilling og affyres flere gange, røgskyer stiger op.